# Raduga Kh-22

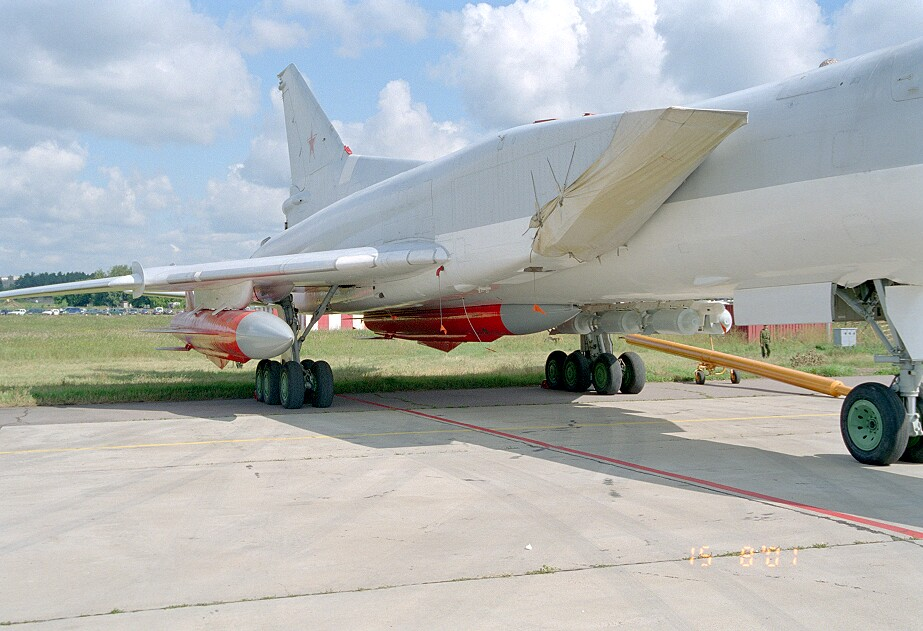
Kh-22 ở cánh một chiếc Tu-22M3

Raduga Kh-22 (tiếng Nga: Х-22; AS-4 'Kitchen') là một loại tên lửa chống hạm cỡ lớn, tầm xa được Liên Xô phát triển. Kh-22 được thiết kế nhằm đối phó với các tàu chiến cỡ rất lớn như tàu sân bay và nhóm tàu sân bay chiến đấu của hải quân Mỹ, do vậy nó có thể được trang bị cả đầu đạn hạt nhân. Loại tên lửa này được coi là một vũ khí chống hạm cực mạnh với tầm bắn xa tới 600 km (biến thể cải tiến Kh-32 có thể đạt tới 1.000 km), vận tốc siêu thanh Mach 4 và đầu đạn nặng 1.000 kg, ngay cả khi chỉ được trang bị với một đầu đạn thông thường nó cũng có thể đánh chìm cả 1 chiếc tàu sân bay cỡ lớn. Tạp chí Australian Air Power miêu tả Kh-22 là "một vũ khí khủng khiếp ở mọi giới hạn".

## Phát triển
Kh-22 được phát triển từ cuối thập niên 1950, khi các quan chức của Liên Xô nhận thấy tên lửa sẽ là một vũ khí chủ chốt của tương lai, và những máy bay ném bom thông thường sẽ trở nên lỗi thời. Đồng thời, công nghệ tên lửa ngày càng tiến bộ cho phép máy bay ném bom thông thường có thể tấn công mục tiêu ở cự ly xa mà không cần phải áp sát mục tiêu, đem lại lợi thế chiến thuật rất lớn.
Các sĩ quan chỉ huy của VVS và AV-MF của Liên Xô đã quyết định cải tạo những chiếc máy bay ném bom hạng nặng của họ thành raketonosets, những máy bay ném bom mang tên lửa. Kh-22 (Tổ hợp 22) được phát triển bởi phòng thiết kế Raduga và sử dụng để trang bị cho Tupolev Tu-22.

## Thiết kế
Kh-22 sử dụng một động cơ tên lửa nhiên liệu lỏng Isayev, nhiên liệu là hydrazine và IRFNA (inhibited red fuming nitric acid), tạo cho tên lửa có tốc độ tối đa đạt tới Mach 4 và tầm bay đạt đến 600 km. Nó có thể được sử dụng ở cả chế độ hoạt động trên độ cao lớn và dưới độ cao thấp. Ở chế độ trên độ cao lớn, nó đạt đến trần bay là 27.000 m (88,580 ft) và tạo ra một tốc độ lớn để bổ nhào xuống mục tiêu, với tốc độ giai đoạn cuối đạt khoảng Mach 4,6. Ở chế độ bay thấp, nó đạt tới độ cao 12.000 m (39,370 ft) trong giai đoạn hành trình, và hạ độ cao bay xuống dưới 500 m (1,640 ft) ở giai đoạn cuối với vận tốc đạt khoảng Mach 3,5. Hệ thống dẫn đường là hệ thống tự động ổn định con quay hồi chuyển, với một máy đo độ cao nhiệt.
Kh-22 có tầm bay rất xa (600 - 1.000 km), vượt ngoài tầm quét của các loại radar trên tàu chiến, máy bay mang nó, do vậy tên lửa cần được cung cấp tọa độ mục tiêu từ các phương tiện khác (vệ tinh, máy bay trinh sát, tàu ngầm do thám...). Dưới thời Liên Xô, tham số mục tiêu thường được cung cấp bởi mạng lưới cảm biến không gian EORSAT (tiền thân của hệ thống định vị toàn cầu GLONASS), cụ thể là hệ thống Legenda. Nó được thiết kế như một hệ thống do thám cho tên lửa hạt nhân và chống tàu của Liên Xô nhằm mục tiêu vào các tàu sân bay của Mỹ và NATO, cũng như các hạm đội đối phương. Legenda sử dụng mạng lưới tín hiệu US-P (SIGINT) và các vệ tinh US-A ELINT, các vệ tinh có nhiệm vụ liên tục quét hình ảnh bề mặt Trái Đất, theo dõi vị trí phát tín hiệu vô tuyến từ mặt đất và trên biển để theo dõi sự di chuyển của các tàu chiến lớn của Mỹ và NATO. Đến năm 1993, hệ thống Legenda bắt đầu được Liên bang Nga thay thế bởi Liana, hệ thống trinh sát không gian và nhắm mục tiêu thế hệ thứ hai. So sánh với hệ thống tiền nhiệm, các vệ tinh của Liana có quỹ đạo hoạt động cao hơn (Legenda là 250 km trong khi Liana có quỹ đạo 1.000 km) nên có tầm quét mở rộng hơn. Vệ tinh Lotos-S của hệ thống Liana sẽ được giao nhiệm vụ giám sát mặt đất, trong khi các vệ tinh Pion-NKS chuyên nhiệm giám sát vùng biển.
Kh-22 được thiết kế cho cuộc chiến giả định giữa Liên Xô với lực lượng Hải quân Mỹ, nó có tầm bắn rất xa và sức công phá rất mạnh. Khi xảy ra chiến tranh với Mỹ, Kh-22 sẽ được sử dụng bởi không quân chiến lược Xô viết để hạ gục các đội tàu sân bay, vũ khí hải quân chủ lực của Mỹ.
Thử nghiệm cho thấy với vận tốc là 800 m/s cùng với trọng lượng 5 tấn, Kh-22 sẽ tạo ra động năng đạt tới 3,2 tỷ jun (tương đương sức nổ của 700 kg thuốc nổ TNT), động năng này có thể làm hư hại nặng cả 1 tàu sân bay cỡ lớn, ngay cả khi đầu đạn của tên lửa chưa phát nổ. Sau khi va chạm vào mục tiêu ở tốc độ cao như vậy, Kh-22 sẽ giống như 1 viên đạn khổng lồ bắn xuyên qua vỏ tàu, đục thủng một lỗ đường kính 5 mét (15 feet) và sâu 12 mét (38 feet) vào trong thân tàu, trước khi đầu đạn nặng 1.000 kg phát nổ sẽ phá tung các khoang tàu từ bên trong,. Sức công phá cực mạnh của Kh-22 khiến nó đủ sức đánh chìm 1 tàu khu trục cỡ lớn chỉ với 1 quả bắn trúng vào thân tàu, hoặc đánh chìm tàu sân bay hạng nặng chỉ với 2-3 quả trúng đích.
Trong tiểu thuyết The Sum of All Fears, các nhà nghiên cứu quân sự phương Tây đã xây dựng kịch bản chiến tranh Liên Xô - Mỹ, trong đó một nhóm Tu-22M đã phóng Kh-22 đánh chìm tàu sân bay USS John C. Stennis ngay từ giờ đầu tiên của cuộc chiến.
Năm 2016, Nga đưa vào trang bị phiên bản nâng cấp Kh-32 với tầm bắn đạt tới 1.000 km. Nó có thể đạt đến trần bay là 40.000 m (88,580 ft), tức là đạt tới độ cao tầng bình lưu (độ cao này vượt quá tầm đánh chặn của các loại tên lửa phòng không đương thời) và trong giai đoạn cuối nó sẽ bổ nhào xuống mục tiêu với tốc độ bội siêu thanh, đạt tới Mach 5. Với tốc độ này, hệ thống phòng không tên tàu chiến đối phương rất khó có thể đánh chặn Kh-32.

## Lịch sử hoạt động
Tên lửa bắt đầu đi vào hoạt động vào năm 1962.
Máy bay được sử dụng chính để mang tên lửa là Tu-22M 'Backfire',. nhưng Nga cũng sử dụng Тu-22К 'Blinder-B' và Tupolev Tu-95К22 'Bear-G' để mang Kh-22.

## Biến thể
2 phiên bản ban đầu được chế tạo là Kh-22A với đầu đạn thường và Kh-22N, với đầu đạn hạt nhân 350-1000 kiloton.. Vào giữa thập niên 1960, phiên bản Kh-22P đã được chế tạo, đây là một loại tên lửa chống bức xạ. Vào thập niên 1970, Kh-22 được nâng cấp thành Kh-22M và Kh-22MA, với nhiều cải tiến quan trọng, trong đó có kết nối dữ liệu cho phép cập nhật dữ liệu khi đang bay.
- Kh-22E - phiên bản trang bị đầu đạn thường dành cho xuất khẩu. Vận tốc và tầm bắn đều bị cắt giảm
- Kh-22M/MA - phiên bản cải tiến, tầm bắn 600 km. Vận tốc Mach 4,6 với đầu đạn nặng 1.000 kg[13]
- Kh-32 - Phiên bản hiện đại hóa, trang bị năm 2016, tầm bắn đạt 1.000 km.[14][15], vận tốc tăng lên Mach 5. Nó cũng được trang bị đầu dò mới và được trang bị cho máy bay Tu-22M3[16]

## Quốc gia sử dụng

### Trước đây
- Iraq- đã ngừng hoạt động sau Cuộc xâm lược của Mỹ.
- Nga- ngừng sử dụng phiên bản cũ vào năm 2007 để chuyển sang dùng phiên bản nâng cấp Kh-22M/MA và Kh-32.
- Liên Xô- chia cho các quốc gia thành viên